# Distrikt San Antón
Der Distrikt San Antón liegt in der Provinz Azángaro in der Region Puno in Südost-Peru. Der Distrikt wurde am 2. Mai 1854 gegründet. Er besitzt eine Fläche von 515 km². Beim Zensus 2017 wurden 7653 Einwohner gezählt. Im Jahr 1993 betrug die Einwohnerzahl 7825, im Jahr 2007 9145. Sitz der Distriktverwaltung ist die 3960 m hoch gelegene Kleinstadt San Antón mit 3204 Einwohnern (Stand 2017). San Antón befindet sich 38 km nordnordwestlich der Provinzhauptstadt Azángaro.

## Geographische Lage
Der Distrikt San Antón befindet sich im Andenhochland im Nordwesten der Provinz Azángaro. Der Río Ramis durchquert den Distrikt in südlicher Richtung.
Der Distrikt San Antón grenzt im Süden an den Distrikt Asillo, im Westen an den Distrikt Antauta (Provinz Melgar), im Norden an den Distrikt Potoni sowie im Osten an die Distrikte Muñani und San José.

## Ortschaften
Im Distrikt gibt es neben dem Hauptort folgende größere Ortschaften:
- Cañicuto Villahermosa (300 Einwohner)
- Ccatuyo Condorini Suchini
- Lacay Parque (253 Einwohner)
- San Isidro (235 Einwohner)
- Tumuyo (225 Einwohner)
- Tupac Amaru (347 Einwohner)
- Union Soratira (503 Einwohner)